# جیوسپه واواسوری
جیوسپه واواسوری (به ایتالیایی: Giuseppe Vavassori) بازیکن فوتبال و اهل ایتالیا است که از سال ۱۹۶۱ میلادی عضو تیم ملی فوتبال ایتالیا بوده و در ۱ بازی ملی حضور داشته‌است. او در بازی‌های ملی‌اش ۳ گل دریافت کرد.
جیوسپه واواسوری آخرین بازی ملی خود را در سال ۱۹۶۱ میلادی انجام داد.